# Game Science
Game Science Interactive Technology Co., Ltd. (en chino simplificado, 游戏科学; pinyin, Yóuxì Kēxué) es una empresa china desarrolladora y distribuidora de videojuegos. Tiene su sede principal en Shenzhen y una oficina adicional en Hangzhou. Es conocida por el desarrollo del videojuego Black Myth: Wukong (2024).

## Historia
El 13 de junio de 2014, siete ex-empleados de Tencent Games fundaron Game Science en Shenzhen. Previamente habían trabajado en un MMORPG gratuito llamado Asura Online, basado en The Legend of Wukong, una novela en línea adaptada de la novela original Viaje al Oeste. En aquel momento, el mercado chino de juegos para móviles se estaba expandiendo rápidamente, por lo que tomaron la decisión de desarrollar títulos de este género para que el estudio sobreviviese. En colaboración con NetEase como distribuidora, Game Science desarrolló 100 Heroes, un juego de móviles inspirado en la novela histórica Romance de los Tres Reinos. Atrajo a medio millón de jugadores en el primer mes de lanzamiento, y a 800 000 en el primer año. Yan Qi propuso un juego de un solo jugador como siguiente proyecto; sin embargo, este se archivó debido a los costes y el riesgo altos para un estudio nuevo. Su siguiente juego para móviles fue Art of War: Red Tides. El CEO de Lilith Games, Wang Xiwen, quien anteriormente había sido compañero de trabajo de Feng Ji en Tencent, le presentó a Daniel Wu, CEO de Hero Games. Después de este encuentro Wu empezó a invertir en Game Science.
Game Science lanzó al mercado los juegos para móvil 100 Heroes y Art of War: Red Tides antes de comenzar el desarrollo de Black Myth: Wukong en 2018.Según el director de operaciones Lan Weiyi, la decisión de desarrollar un juego AAA apareció tras darse cuenta de que había más usuarios en la plataforma Steam de China que de EE. UU.
En agosto de 2020, Game Science publicó el primer tráiler de Black Myth: Wukong como una estrategia para reclutar más talento para la empresa. En ese momento, el equipo de desarrollo del juego tenía 30 miembros. Debido a que el tráiler se volvió viral, Game Science recibió más de 10 000 currículums. Algunos de ellos pertenecían a empresas de juegos AAA y algunos incluso eran candidatos de fuera de China que estaban dispuestos a solicitar una visa de trabajo china a su propio costo. El equipo de desarrollo se amplió a 140 empleados según la lista de créditos del juego.
Hero Games adquirió una participación del 19% en Game Science a través de su subsidiaria de propiedad absoluta Tianjin Hero Financial Holding Technology en 2017, pero vendió la participación en 2022. Por otra parte, en marzo de 2021 se reportó que Tencent había aumentado su participación en Game Science al 5%, alegando querer ayudar a sus antiguos empleados en algunos proyectos y comprometiéndose a no interferir en el funcionamiento y la toma de decisiones del estudio.
El 20 de noviembre de 2023, IGN publicó un artículo que detallaba presuntos incidentes sexistas ocurridos dentro de la empresa. Se documentó que sus cofundadores hicieron comentarios en redes sociales chinas que los autores del artículo, Rebekah Valentine y Khee Hoon Chan, consideraron sexistas. Además, se dice que la empresa publicó varios carteles de reclutamiento en 2015 que presentaban imágenes sugerentes. Otros artículos también habían destacado estos incidentes, pero los calificaron de sexualmente explícitos. Game Science ha decidido no responder preguntas sobre el informe.También se informó que Khee Hoon Chan, el coautor del artículo de IGN, publicó comentarios en la red social X pidiendo a las personas que no jugaran o en su lugar piratearan Black Myth: Wukong, un juego de Game Science.
En agosto de 2024, se lanzó al mercado Black Myth: Wukong, vendiendo 20 millones de unidades en su primer mes de lanzamiento y convirtiéndose en uno de los videojuegos más rápidamente vendidos de la historia.
En 2024, Game Science y la empresa automovilística BYD llegaron a un pacto estratégico para digitalizar los tesoros nacionales y monumentos de China para contribuir en su protección y proveer de una base científica para futuros proyectos de restauración. Esto incluye el escaneo 3D de monumentos en múltiples provincias del país, empezando por Shanxi, la cual está altamente representada en Black Myth: Wukong.

## Juegos desarrollados
| Año          | TÍtulo (Inglés)       | Chino          | Pinyin                   |
| ------------ | --------------------- | -------------- | ------------------------ |
| 2015         | 100 Heroes            | 百將行         | Bǎi Jiāng Xíng           |
| 2016         | Art of War: Red Tides | 战争艺术：赤潮 | Zhànzhēng Yìshù: Chìcháo |
| 2024         | Black Myth: Wukong    | 黑神话：悟空   | Hēishénhuà: Wùkōng       |
| Por anunciar | Black Myth: Zhong Kui | 黑神话：鍾馗   | Hēishénhuà: Zhong Kui    |